# Scalmicauda vulpinaria
Scalmicauda vulpinaria är en fjärilsart som beskrevs av Sergius G. Kiriakoff 1965. Scalmicauda vulpinaria ingår i släktet Scalmicauda och familjen tandspinnare. Inga underarter finns listade.